# Улица (телесериал, США)
«Улица» (англ. The $treet) — американский драматический телесериал, выходивший в эфир канала «Fox» в 2000 году. Всего было снято 12 эпизодов, 6 из которых были показаны в США.

## Сюжет
Шоу рассказывает о маленькой брокерской конторе в Нью-Йорке под названием «Belmont Stevens» и о жизни её сотрудников.

## В ролях
Ниже представлен список актёров снимавшихся в шоу:

### Основной состав
- Том Эверетт Скотт — Джек Т. Кендерсон (12 эпизодов)
- Дженнифер Коннелли — Кэтрин Миллер (12 эпизодов)
- Рик Хоффман — Фредди Сэйкер (12 эпизодов)
- Нина Гарбирас — Александра Брилл (12 эпизодов)
- Кристиан Кэмпбелл — Тим Шерман (12 эпизодов)
- Мелисса Де Соуса — Донна Паскуа (12 эпизодов)
- Шон Мэйер — Крис МакКоннел (12 эпизодов)
- Жанкарло Эспозито — Том Дивак (12 эпизодов)
- Адам Голдберг — Эван Митчелл (12 эпизодов)
- Бриджит Уилсон-Сампрас — Бриджит Дешил (11 эпизодов)

### Приглашённые звёзды
- Джордж Паппас — Уолл Сейнт Трейдер (10 эпизодов)
- Роб Брок — Льюис Блейк (9 эпизодов)
- Лоринг Мурта — Кэл Харпер (9 эпизодов)
- Дженни Гарт — Джиллиан Шерман (8 эпизодов)
- Хизер Бёрнс — Джоанн Сэйкер (5 эпизодов)
- Тим Карр — Трейни (5 эпизодов)
- Брэдли Купер — Клей Хэммонд (5 эпизодов)
- Джеффри Кантор — Джей-Ди (4 эпизода)
- Изабель Гиллис — Эллисон (3 эпизода)
- Йен Мэттьюз — Булл Суини (3 эпизода)
- Джон Скурти — Роберт Блегман (2 эпизода)
- Мими Ланджленд — Доктор Бетси Ричардс (2 эпизода)
- Дерек Сесил — Дункан (2 эпизода)
- Джейк Уэбер — Пит Дирборн (2 эпизода)
- Коте де Пабло — Фиона (1 эпизод)

## Съёмки
Съёмки шоу проходили в Нью-Йорке.

## Список эпизодов
| №  | Название                 | Режиссёр           | Сценарист(ы)               | Премьера эпизода в США |
| -- | ------------------------ | ------------------ | -------------------------- | ---------------------- |
| 1  | «Pilot»                  | Майкл Дайннер      | Даррен Стар и Джефф Рейк   | 1 ноября 2000          |
| 2  | «Propheting On Losses»   | Майкл Дайннер      | Джефф Рейк                 | 8 ноября 2000          |
| 3  | «High Yield Bonds»       | Дэвид Джонс        | Элли Герман                | 15 ноября 2000         |
| 4  | «Closet Cases»           | Стивен Джилленхолл | Джефф Пинкнер и Джефф Рейк | 22 ноября 2000         |
| 5  | «Hostile Makeover»       | Майкл Прессман     | Рик Эйд                    | 29 ноября 2000         |
| 6  | «The Ultimatum»          | Майкл В. Уоткинс   | Гари Гласберг              | 6 декабря 2000         |
| 7  | «Miracle On Wall Street» | Донни Дойч         | Джефф Пинкнер              | 13 декабря 2000        |
| 8  | «Rebound»                | Дэвид Джонс        | Джефф Рейк                 | 20 декабря 2000        |
| 9  | «Past Performance»       | Донна Дойч         | По Бронсон                 | —                      |
| 10 | «Junk Bonds»             | Джон Дэвид Коулс   | Рик Эйд                    | —                      |
| 11 | «Turf Wars»              | Чарли Коррелл      | Джефф Рейк                 | —                      |
| 12 | «Framed»                 | —                  | —                          | —                      |